# Epibator ximenae
Epibator ximenae é uma espécie de orquídea (Orchidaceae) originária do Equador.